# Sibaté
Sibaté – miasto w Kolumbii, w departamencie Cundinamarca.